# Guro Knutsen Mienna
Guro Knutsen Mienna, geborene Guro Knutsen, (* 10. Januar 1985 in Trondheim) ist eine ehemalige norwegische Fußballspielerin, die zuletzt für den Erstligisten Røa IL und die A-Nationalmannschaft spielte.

## Werdegang
Knutsen gelang mit dem Røa Idrettslag 2006 sowie zwischen 2008 und 2010 dreimal in Folge das Double (Meisterschaft und Vereinspokal).
2002 nahm sie an der U19-Europameisterschaft teil, bei der sie mit ihrer Mannschaft nach der Gruppenphase ausschied. 2003 erreichte sie bei der U19-EM mit Norwegen das Finale, in dem sie den Französinnen mit 0:2 unterlag. 2004 kam wieder das Aus in der Vorrunde. Mit der U21-Mannschaft erreichte sie 2005 im Turnier um den Nordic-Cup das Finale gegen die US-amerikanische U21-Nationalmannschaft, war dieser jedoch mit 1:3 unterlegen. 2006 erreichte sie mit Norwegen den fünften Platz.
Am 2. August 2006 bestritt sie mit 21 Jahren ihr erstes A-Länderspiel beim 2:1 gegen Dänemark. 2007 gehörte sie dem Kader für die WM in China an und kam in zwei Spielen, darunter das kleine Finale gegen die Vereinigten Staaten zum Einsatz. 2008 nahm sie am olympischen Fußballturnier in Peking teil und wurde in allen drei Gruppenspielen eingesetzt.
2010 kam sie neunmal zum Einsatz, u. a. bei den Playoff-Spielen der WM-Qualifikation gegen die Ukraine. 2011 nahm sie mit Norwegen am Turnier um den Algarve-Cup teil. Sie gehörte dem Kader für die WM 2011 in Deutschland an. Beim Vorrundenaus mit ihrer Mannschaft kam sie in zwei Spielen zum Einsatz. In der Qualifikation für die EM 2013 hatte sie ihre letzten vier Länderspiele. Das letzte Qualifikationsspiel am 19. September 2012 in dem die bis dahin führenden Isländerinnen mit 2:1 besiegt und vom ersten Platz verdrängt wurden, war ihr letztes.

## Erfolge
- Norwegischer Meister 2007, 2008, 2009, 2011
- Norwegischer Pokal-Sieger 2006, 2008, 2009, 2010

## Sonstiges
Am 25. April 2009 ehelichte sie Kim André Mienna und fügte seinen Familiennamen ihren an.